# San Juan de Dios, Quintana Roo
San Juan de Dios är en ort i Mexiko.   Den ligger i kommunen Lázaro Cárdenas och delstaten Quintana Roo, i den östra delen av landet, 1 200 km öster om huvudstaden Mexico City. San Juan de Dios ligger 23 meter över havet och antalet invånare är 360.
Terrängen runt San Juan de Dios är mycket platt. Runt San Juan de Dios är det mycket glesbefolkat, med 4 invånare per kvadratkilometer. Närmaste större samhälle är Nuevo Xcán, 12,4 km nordväst om San Juan de Dios. I omgivningarna runt San Juan de Dios växer i huvudsak städsegrön lövskog.